# Кан Сан Чжу
Кан Сан Чжу (Кан Сандю; псевдонимы — Ка Ин, Я.Л. Кайн; 1894 — ?) — корейский политический деятель.
Родился в 1894 году во Владивостоке. В 1918 году начал работать в московском отделении корейского общества «Кукминхве» секретарём-управляющим делами, заведующим финансовой частью и уполномоченным по связям с советскими учреждениями.
В марте 1919 года принимал участие в Учредительном конгрессе III Интернационала в качестве делегата с совещательным голосом. В романе "Пещера" писатель Марк Алданов упоминает Кан Сан Чжу в числе других делегатов конгресса: "Передо мной лежат листки со списком делегатов, прилагаю также на память: вам будет ведь полезно узнать, что Турцию, например, тут представляет товарищ Субхи, Грузию — товарищ Шгенти, Китай — товарищи Лау-Сиу-Джау и Чан-Сун-Куи. Попадаются впрочем изредка и русские фамилии, напр., товарищ Петин: он представляет Австрию (отчего бы и нет?). Но утешила меня фамилия представителя Кореи: для простоты и краткости, он называется просто товарищ Каин".
Позднее был уполномоченным Особого отдела ЦК РКП(б) при 5-й армии РККА. С 1924 года работал цензором Исполкома Приморского областного совета.
В 1967 году награждён орденом Красного Знамени.